# Dante Mandriotti
Dante José Mandriotti Castro (Callao, 18 de septiembre de 1946), más conocido como Kiko Mandriotti, es un dirigente deportivo, administrador de empresas y político peruano. Fue gobernador regional del Callao desde el 1 de enero del 2019 hasta el 31 de diciembre del 2022. También presidió el Club Sport Boys de 1994 a 1995.

## Biografía
Nació en la ciudad del Callao, el 18 de septiembre de 1946. Estudió en los colegios América del Callao y Santa Rosa de Chosica. Luego de graduarse, realizó estudios superiores de Administración de Empresas en la Universidad Ricardo Palma.
Fue fundador y presidente de la Academia Deportiva Cantolao. También fue presidente del Sport Boys de 1994 hasta 1995.

## Carrera política
Dante Mandriotti se inicia en la política cuando postuló como regidor del Municipio del Callao por el movimiento fujimorista Vamos Vecino en 1998, sin embargo, no resultó elegido. De igual manera en su candidatura al Congreso de la República por Somos Perú en las elecciones parlamentarias del 2001.

### Gobernador Regional del Callao
Durante las elecciones regionales del 2018, Mandriotti fue elegido como gobernador regional del Callao con el 28.2% de votos válidos por la organización política Por ti Callao.